# Leptodactylus labrosus
Espèce
Synonymes
- Leptodactylus curtus Barbour & Noble, 1920

Statut de conservation UICN

 LC  : Préoccupation mineure
Leptodactylus labrosus est une espèce d'amphibiens de la famille des Leptodactylidae.

## Répartition
Cette espèce se rencontre :
- au Pérou ;
- en Équateur.

## Étymologie
Son nom d'espèce, du latin, labrosus, « à lèvres épaisses », lui a été donné en référence à son aspect.

## Publication originale
- Jiménez de la Espada, 1875 : Vertebrados del viaje al Pacifico : verificado de 1862 a 1865 por una comisión de naturalistas enviada por el Gobierno Español : batracios, p. 1-208 (texte intégral).